# Narthecusa perspersa
Narthecusa perspersa är en fjärilsart som beskrevs av Louis Beethoven Prout 1931. Narthecusa perspersa ingår i släktet Narthecusa och familjen mätare. Inga underarter finns listade i Catalogue of Life.